# Иссельхорст, Эрих
Эрих Генрих Георг Иссельхорст (нем. Erich Heinrich Georg Isselhorst; 5 февраля 1906, Сент-Авольд, Германская империя — 23 февраля 1948, Страсбург, Франция) — немецкий юрист, штандартенфюрер СС, командир полиции безопасности и СД в Белоруссии и руководитель айнзацкоманд 1b и 8.

## Биография
Эрих Иссельхорст родился 5 февраля 1906 года в семье военнослужащего Иоганна Генриха Иссельхорста и его супруги Каролины. Посещал начальную школу в Реклингхаузене и Дюссельдорфе, впоследствии с 1916 года — гуманитарную гимназию имени Гогенцолернов в Дюссельдорфе, которую закончил в марте 1925 года. С мая 1927 года изучал юриспруденцию в университетах Кёльна и Мюнхена. С 1930 по 1934 год проходил стажировку в высшем земельном суде Дюссельдорфа. В 1931 году получил докторскую степень по праву. 1 августа 1932 года вступил в НСДАП (билет № 1269847). С марта 1933 года состоял в национал-социалистическом союзе юристов. В начале мая 1933 года присоединился к Штурмовым отрядам, в рядах которых достиг звания роттенфюрера СА. 15 октября 1934 года перешёл из СА в СС (№ 267313). В 1934 году поступил на службу в оберабшнит СД «Запад» в Дюссельдорфе. 14 февраля 1935 года был зачислен в гестапо. С апреля 1935 года был начальником гестапо в Эрфурте. В конце 1936 года стал руководителем гестапо в Кёльне. На этой должности руководил депортацией евреев в концлагеря Ораниенбург и Дахау С марта по июнь 1938 года занимал должность начальника гестапо в Клагенфурте. В декабре 1939 года стал начальником гестапо в Мюнхене и оставался на этой должности до ноября 1942 года. С 23 августа по 20 декабря 1941 года был инспектором полиции безопасности и СД в Мюнхене.
В феврале 1942 года был откомандирован в штаб айнзацгруппы B, где возглавил отделы I (управление) II (учёт). С 9 сентября по 6 октября 1942 года возглавлял айнзацкоманду 8, входившую в состав айнзацгруппы B. Также с октября 1942 по июнь 1943 года возглавлял айнзацкоманду 1b айнзацгруппы A с местом дислокации в Красногвардейске. С октября 1943 года был командиром полиции безопасности и СД в Белоруссии. Участвовал в антипартизанских операциях и уничтожениях еврейских гетто. В августе 1943 года руководил ликвдиацией гетто в Глубоком.
С января по декабрь 1944 был инспектором полиции безопасности и СД в Штутгарте и командиром полиции безопасности и СД в Эльзасе. С января по апрель 1945 года служил в IV ведомстве (гестапо) Главного управления имперской безопасности в Берлине.

### После войны
12 июня 1945 года был арестован американскими войсками в Захенбахе. Содержался в различных лагерях для интернированных. В итоге был переведён в британский лагерь в Реклингхаузене в январе 1946 года. 11 июля 1946 года был приговорён британским военным трибуналом в Вуппертале к смертной казни за убийство 32 парашютистов. После приговора был заключён в тюрьму Верль, где неоднократно давал показания на Нюрнбергском процессе. Затем был передан Франции, где 23 июля 1947 года вновь был приговорён к смертной казни. Иссельхорст подал прошение о помиловании, которое было отклонено французским президентом. 23 февраля 1948 года Иссельхорст был расстрелян в Страсбурге.